# Новополтавка (станція)
Новополтавка — проміжна залізнична станція Херсонської дирекції Одеської залізниці на неелектрифікованій лінії Долинська — Миколаїв між станціями Новий Буг (18 км) та Горожене (10 км). Розташована в селищі Полтавка Баштанського району Миколаївської області.

## Пасажирське сполучення
На станції Новополтавка  зупиняються приміські поїзди сполученням Миколаїв — Долинська та поїзди далекого сполучення, що прямують до Київ, Краматорська, Львова, Миколаєва та Херсона.